# Black Country
Black Country – obszar w środkowej Anglii, znajdujący się pomiędzy miastami Wolverhampton i Birmingham. 

Flaga Black Country autorstwa Gracie Sheppard, oficjalnie przyjęta w 2012 roku po wygranym głosowaniu

W wieku XIX był to obszar koncentracji przemysłu wydobywczego i metalowego. Swą nazwę (z ang. dosł. „czarny kraj”) zawdzięcza ogromnym ilościom zanieczyszczeń powietrza, które pokryły cały obszar warstwą czarnej sadzy.